# Jacob Letterstedt
Jacob Letterstedt, född 15 december 1796 i Vallerstad, död 18 mars 1862 i Paris, var en svensk företagsledare och donator, vars kapital lagt grunden för flera priser och stipendier som utdelas av Kungliga Vetenskapsakademien och Letterstedtska föreningen.

## Uppväxtåren
Letterstedt, ursprungligen Lallerstedt, var son till bonden Johan Gabriel Lallerstedt och Greta Christina Palmgren. Han var farbror till industrimannen Jakob Henning Lallerstedt och släkt med arkitekten Erik Lallerstedt. Runt 1820 kallade han sig en tid Latterstedt.

## Karriär
Letterstedt begav sig till Stockholm där han försökte starta ett brännvinsbränneri, men drog på sig skulder som han inte kunde betala och lämnade 1819 i hemlighet Sverige. Letterstedt hamnade slutligen 1820 i Kapstaden, där han efter hand byggde upp en lönande kvarnrörelse, spannmålshandel med stora leveranser till regeringen och slutligen byggde upp ett flertal industrianläggningar och kunde då gottgöra sina fordringsägare i Sverige. Han blev en av Kapkolonins mest bemärkta och inflytelserikaste medlemmar och var en tid medlem av kolonins lagstiftande råd. År 1841 blev han svensk-norsk konsul i Kapstaden och 1857 generalkonsul. Möjligen var de praktiska erfarenheter av nordiskt samarbete han här fick avgörande för hans senare donation och grundandet av Letterstedtska föreningen. Han återvände till Europa 1860 och var vid sin död bosatt i Paris.
Letterstedt invaldes 1860 som ledamot nummer 550 av Kungliga Vetenskapsakademien.